# Vanaprastha
Vanaprastha (sanscrito: वनप्रस्थ) significa letteralmente "ritiro nella foresta", ed è il terzo periodo nella vita individuale della cultura induista. Questa inizia nel momento in cui si abbandonano i doveri legati alla casa e alla famiglia, poiché compiuti, per cercare i bisogni personali e interiori. Si ha quindi un periodo di transizione, dalla vita dedita a Artha e Kama, benessere, sicurezza e piacere sessuale, al Moksha, ricerca spirituale, costellata di graduale allontanamento dalla vita sociale.
È la fase preparatoria per il momento finale, ovvero il Sannyasa, l'ascetismo, ma è possibile decidere di superarlo direttamente, insieme alla fase precedente, il Grihastha, per ricercare direttamente la rinuncia dei beni materiali.